# World of Warcraft: Warlords of Draenor
World of Warcraft: Warlords of Draenor – piąty dodatek do gry World of Warcraft, wyprodukowany przez Blizzard Entertainment i wydany przez Activision Blizzard, którego premiera odbyła się 13 listopada 2014 roku. Mimo iż nie dodaje żadnych nowych ras, pozwala odwiedzić nową krainę, Draenor, oraz umożliwia rozwój postaci aż do 100 poziomu.

## Rozgrywka
Oprócz wspomnianych wyżej nowości gra oferuje nam dodatkowo możliwość budowy własnego garnizonu i zarządzania nim. Budujemy w nim karczmy, stajnie czy zbrojownie, które można rozwinąć do trzeciego poziomu. Gracz może również wynajmować najemników czy tworzyć szlaki handlowe, z czym wiążą się niektóre nowe questy oraz linia fabularna. Pewne zmiany zaszły również w grafice.

## Soundtrack
Utwory wykorzystane w grze jako soundtrack.
| Numer | Tytuł                     | Czas Trwania |
| ----- | ------------------------- | ------------ |
| 1     | A Siege of Worlds         | 12:05        |
| 2     | The Homeworld Beckons     | 03:14        |
| 3     | Times Change              | 04:19        |
| 4     | Eternal Night             | 01:15        |
| 5     | Clan Warsong              | 05:25        |
| 6     | Visions of the Prophet    | 03:20        |
| 7     | The Foundry               | 04:09        |
| 8     | Allegiances               | 05:23        |
| 9     | Sacrifice                 | 04:33        |
| 10    | Family                    | 04:03        |
| 11    | Old Growth                | 04:37        |
| 12    | Instruments of the Arcane | 02:14        |
| 13    | We Shall Be Conquerors    | 04:17        |
| 14    | Ways of the Ancient Ones  | 05:40        |
| 15    | Khadgar                   | 03:42        |
| 16    | Ancestors                 | 01:48        |
| 17    | Iron Dawn                 | 02:27        |
| 18    | Lifeblood                 | 02:04        |
| 19    | Tides of War              | 03:10        |

## Odbiór gry
Gra spotkała się generalnie z pozytywnymi opiniami. Średnia ocen w agregatorze Metacritic wynosi 87/100, a w serwisie GameRankings 85.33%. Recenzent z portalu Gry-Online pochwalił grę, wystawiając jej ocenę 9.0., m.in. za ciekawe zadania i pozytywne zmiany w mechanice, krytykował natomiast niektóre niedociągnięcia.